# Ел Валид I
Ел Валид ибн Абд ел Малик (арап. الوليد بن عبد الملك‎) или Ел Валид I (668 – 23. фебруар 715.) је био омејадски калиф, који је владао од 705. године до своје смрти у 715. За време његове владавине забележена је највећа експанзију калифата, јер су успешне кампање биле предузете у Трансоксијани у Средњој Азији, Синду, Хиспанији у далекој западној Европи и против Византије . Отровао је четвртог шијтског имама, Зајн ел Абидина. 

## Биографија
Валид је рођен у Медини у 668. години од оца Абд ел Малик ибн Марвана. Валидова мајка је била из централно арабијског племена Бану Ханифа. Валид је наставио ширење исламског царства свог оца и био је успешан као владар. Његов отац Абд ел Малик положио је заклетву на верност сину Валиду још за свог живота. Као такаво, наследство Валида није оспорено. Његову владавину је обележио велики број освајања на истоку и на западу која су била од историјског значај, с обзиром на његову владавину као врхунац исламске моћи.
Сулејман је наследио свог брата Валида након што је умро 715. године. Био је сахрањен на гробљу Баб ел Сагир у Дамаску. Његов гроб је очуван до данашњих дана.

## Освајања
Валид је наставио политику оца о проширењу исламске моћи кроз освајања и рано исламско царство које је почео да шири према очевој вољи. Већ 711. муслиманске војске су прешле Гибралтарски прелаз и почеле су да освајају Иберијанско полуострво користећи северноафричке берберске трупе. До 716. године, Визиготи Иберије су поражени а већина Иберије је била под муслиманском контролом, као и неки делови данашње Француске. На истоку, исламске војске су га довеле до реке Инд 712. године. Под Валидом, калифат се протезао од Иберијског полуострва до Индије. Ел Хаџаџ ибн Јусуф наставио је да игра кључну улогу у организацији и одабиру војних команданата на истоку, који су тамо били ефикасни као поткраљеви.
Валид је посветио велику пажњу развоју и ширењу добро организоване војске. Изградио је најјачу морнарицу у Омејадској ери која је била кључни елемент проширења калифата на Иберију. Као и његов отац, Валид је наставио да дозвољава Ел Хаџаџ ибн Јусуфу слободно руковођење, а његово поверење у Хаџаџа се исплатило успшним освајањима Трансијане и Синда. Муса ибн Нусајр и његов пратилац Тарик ибн Зијад освојили су Ел Андалуз; док је Мухамед Бин Касим освојио Синд (садашњи Пакистан). Хаџаџ је био одговоран за избор генерала који су водили успешне источне кампање, и био је успешан у својој кампањи против Ибн Зубајра током владавине Валидовог оца. Други, као што је био Валидов брат Маслама, напредовали су против Византије у Азербејџану.
Мухамед ибн Џарир ел Табари описује како је Кутајба ибн Муслим, гувернер Хорасана, предводио снаге проширујући калифат на исток. Кутајба је освојио Самарканд, напредовао у Фергани и послао изасланике у Кину. (том. 23)
Ел Табари забилежио је да је Хаџаџ мучио Јазида ибн ел Мухалаба. Јазид је побегао и кренуо је ка Валидовом брату Сулејман ибн Абд ел Малику који му је пружио уточиште. Хаџаџ је притиснуо Валида поводом овог питања па је Валид наредио Сулејману да га пошаље у ланцима. Сулејман је имао сина и послао га је, са окованим Јазидом са којим је кренуо на пут и када је стигао покушао је да постигне договор који се односио Јазидову безбедност. Валид је прихватио овај предлог и рекао Хаџаџу да се одустане. (в. 23. стр. 156)

## Исламска култура и традиција
Валид је започео прве велике грађевинске пројекте ислама. За историју исламске архитектуре се може рећи да је озбиљно започела тек са Валидом. Око 701. године, Ел Валид је наредио изградњу џамије Ел Акса, насупрот оне свога оца, Куполе на стени на Храмовној гори. Валид је поправио и обновио Масџид ел Набави у Медини. Такође је побољшао путеве, планинске прелазе и бунаре у Хиџазу (Ел Табари том. 23. стр. 144).
На месту хришћанске базилике Светог Јована Крститеља изградио је џамију, сада познату као Велика џамија Дамаска или једноставно Омејадска џамија.  Џамија држи светилиште за које се каже да садржи главу Јована Крститеља, пророка који је био слављен од муслимана и хришћана (он се сматра пророком ислама и познат је као Јахја). Каже се да је глава пронађена током ископавања за изградњу џамије. Гроб Саладина стоји у малом врту који се налази на северном зиду џамије.
Валид је спојио ислам са арапском културом и вредностима. Пошто су не-верници морали плаћати додатни порез, многи су се преобратили из верских и нерелигијских разлога. Ово је створило неколико проблема, нарочито пошто је ислам био толико блиско повезан са арапским. Бити Арапин је био више од етничког идентитета, то је био племенски идентитет заснован на сродству и пореклу. Како је све више муслимана било не-Арапа, статус Арапа и њихове културе су били угрожени. Конкретно, велики број муслимана који говоре коптски (Египат) и муслимани који говоре персијски, претили су примарности самог језика на којем је ислам заснован. Делимично да би ублажио ту претњу, Валид је установио арапски језик као једини службени језик царства. Он је наредио да се сва администрација врши само на арапском језику. Тај потез је цементирао примат арапског језика и културе у исламском свету.